# ラファエル・ムニョス
ラファエル・ムニョス・ペレス（スペイン語: Rafael Muñoz Pérez, 1988年3月3日 - ）は、スペイン・コルドバ出身の男子競泳選手。バタフライ。2008年には北京オリンピック競泳競技に出場した。

## 経歴
2008年には北京オリンピック競泳競技では100mバタフライに出場し、全体30位の52秒53で予選敗退に終わった。
2009年4月のスペイン水泳選手権では、長水路での50mバタフライで22秒43を記録し、南アフリカのローランド・スクーマンが保持していた世界記録22秒96を更新したが、6月22日に国際水泳連盟(FINA)が認めるまでは世界記録と認識されなかった。なお、2010年からはレーザー・レーサーの着用が禁じられている。
2009年8月の2009年世界水泳選手権では、22秒88を記録した50mバタフライで銅メダルを獲得し、50秒41を記録した100mバタフライでやはり銅メダルを獲得した。50mバタフライではミロラド・チャビッチが金メダルを、マシュー・ターゲットが銀メダルを獲得している。100mバタフライではマイケル・フェルプスが金メダルを、ミロラド・チャビッチが銀メダルを獲得している。